# Dora Koch-Stetter
Dora Koch-Stetter (geborene Stetter; * 4. Mai 1881 in Bayreuth; † 16. Januar 1968 in Ahrenshoop) war eine deutsche expressionistische Landschafts- und Porträtmalerin sowie Grafikerin.

## Leben
Rosa Dora Elise Stetter war eine Tochter des Rentamt-Kommissars Ludwig Stetter und dessen Frau Elise, geb. Schade. Schon als Kind kam Dora Stetter mit der Kunst in Berührung: ihre Mutter führte nach dem Tod ihres Gatten und dem Rückzug nach Berlin ab 1884 dort eine Zeichenschule. Ihre eigene künstlerische Laufbahn startete 1899–1901 mit dem Studium zur Zeichenlehrerin an der Königlichen Kunstschule Berlin. Dieses Studium sicherte ihr zwischen 1902 und 1917 den Lebensunterhalt als Lehrerin für Privatschülerinnen im eigenen Atelier in Berlin. Um die eigenen Fertigkeiten in Richtung einer freischaffenden Malerin zu entwickeln, folgten 1901/02 Abendkurse in Malen und Zeichnen bei Conrad Fehr am Königlichen Kunstgewerbemuseum und 1902 Malstudien bei Johannes Heise. 1903/04 war sie Schülerin im Berliner Atelier von Lovis Corinth. Ab 1910 kam es zur Zusammenarbeit mit dem rumänischen impressionistischen Maler Arthur Segal. Von 1911 bis 1943 war sie Mitglied im Verein der Berliner Künstlerinnen und in der Reichskammer der bildenden Künste. Studienreisen führten die Künstlerin zwischen 1902 und 1913 nach Bayern, Belgien, Dänemark und Pommern. Dora Stetter kam 1911 zum ersten Mal nach Ahrenshoop.

„1917 heiratete Dora Stetter den Zeichner Fritz Koch-Gotha, gab ihren Beruf als Zeichenlehrerin auf und nahm ihre Rolle als Mutter und Hausfrau an. Beides – Künstlerin und gutbürgerliche Hausfrau – miteinander zu vereinbaren, war in einer Zeit, in der Frauen als Künstlerinnen im Allgemeinen weder von ihren Männern noch von der Öffentlichkeit sonderlich ermutigt wurden, offenbar fast unmöglich.“

1919 wurde ihr einziges Kind, die Tochter Barbara, geboren. Das Künstlerehepaar Koch [-Gotha und -Stetter] kam ab 1922 in jedem Jahr auf das Fischland, zunächst als Gäste des Malers Franz Triebsch. 1927 erwarb die Familie ein Haus in Althagen. Seit dieser Zeit widmete sich Dora Koch-Stetter auch wieder ihrem eigenen Schaffen. Nachdem im Kriegsjahr 1944 das Berliner Atelier wie auch die Wohnung und damit ein Großteil ihrer Werke zerstört waren, wurde Althagen zum ständigen Wohnsitz. Ab den 1950er Jahren war Dora Koch-Stetter wieder mehr mit dem Malen beschäftigt. Nach dem Tod Fritz Koch-Gothas im Jahre 1956 widmete sie sich zunächst dem Erhalt des Werkes ihres verstorbenen Mannes. Durch einen Schlaganfall im Jahre 1961 rechtsseitig gelähmt und bettlägerig, begann sie langsam wieder zu zeichnen und zu malen. Das Nachlassen der Kräfte führte zur Aufgabe der Malerei. Dora Koch-Stetter starb am 16. Januar 1968 in ihrem Haus im Ahrenshooper Ortsteil Althagen.

„Ich glaube, diese Dora Koch-Stetter ist unter den Malern, die je in Ahrenshoop gewirkt haben, die echte Perle, verborgen lange, wenigen bekannt heute, doch von bleibendem Glanz.“

## Werke (Auswahl)
- Selbstporträt. (1903)
- Dame im Sessel. (1906)
- Mädchen mit Puppe. (1907)
- Rotes Haus in Althagen. (1911)
- Gartenweg in Althagen. (1911)
- Polnische Schnitterin. (1913)
- Belgische Landschaft. (1913)
- Brüggekanal. (1913)
- Am Strand von Knokke. (1913)
- Haus Dross in Ahrenshoop. (1924/25) Das Sommerhaus von Friedrich und Liselotte Dross.
- Fritz Koch-Gotha. (1950)[5]

## Ausstellungen
- 1964: Museum der Stadt Rostock
- 1965: im Kulturbund Stralsund und im Museum Greifswald
- 1981: Kunstkaten Ahrenshoop
- 2001: Kulturhistorisches Museum Rostock

## Museumsbesitz
- Kulturhistorisches Museum Rostock: Rotes Haus in Althagen – Haus Dross in Ahrenshoop – Polnischer Junge
- Kunstmuseum Ahrenshoop